# 叶不二子
叶 不二子（Fujiko Kano、1972年4月18日 - ）は、主にアメリカのポルノ界で活躍する日本の元AV女優（蒲川リサ名義）・元ストリッパー。福岡県出身。

## 略歴
ソープランド勤務を経て、2000年頃に「叶 不二子」（Fujiko Kano）に改名し渡米、ポルノスターとして全米デビューを果たした。

## 作品

### アダルトビデオ（蒲川リサ）
- 蒲川リサベストセレクション（2001/09/20、ソフト・オン・デマンド）
- ゴージャス 官能姉妹（2001/02/21、h.m.p）
- 人間発電所（2003/05/25、h.m.p）
- 麗しの家庭教師 7（2004/05/20、V＆Rプロダクツ）